# Dianthus aydogdui
Dianthus aydogdui là loài thực vật có hoa thuộc họ Cẩm chướng. Loài này được Menemen & Hamzaoglu mô tả khoa học đầu tiên năm 2000.